# Olav H. Hauge
Olav Håkonson Hauge född 18 augusti 1908 i Ulvik, död där 23 maj 1994,  var en norsk författare och översättare. 

## Biografi
Hauge var till yrket äppelodlare. Han debuterade 1946 med diktsamlingen Glør i oska, som innehåller dikter i traditionell form. Från och med diktsamlingen På ørnetuva (1961) sker en påtaglig formell nyorientering mot ett modernistiskt formspråk. Diktsamlingen Dropar i austavind från 1966 är en av höjdpunkterna i författarskapet. Här finns bland annat en lång rad ”sakdikter”, som till exempel ”Katten”. Vi ser här en konkretism som fram till då var okänd i norsk lyrik, och som inspirerat senare poeter som till exempel Jan Erik Vold. Från och med 1966 skriver Hauge dikter utan slutrim, fast rytm och strofform – med undantag för sonetter, som han hade en förkärlek för och som han har varit en förnyare av i norsk lyrik.
Hauge skrev på nynorska, med inslag från lokala dialekter från hemlandskapet Hardanger. I hans lyrik är Hardangerlandskapet och naturen tydligt närvarande, både rent konkret och symboliskt. Trots att han inte hade någon formell utbildning inom litteratur eller litteraturhistoria, var han väl bevandrad i både äldre och nyare europeisk lyrik genom omfattande läsning och självstudier. Alfred Tennyson, William Butler Yeats, Robert Browning, Stephane Mallarmé, Arthur Rimbaud, Stephen Crane, Friedrich Hölderlin, Georg Trakl, Paul Celan, Bertolt Brecht och Robert Bly är alla översatta till norska av Hauge. Från klassisk kinesisk lyrik hämtade Hauge också inspiration till sina egna verk. Detta märks till exempel i dikten ”T'ao Ch'ien” från diktsamlingen Spør vinden (1971). 
Postumt utgavs hans dagböcker, Dagbok 1924–1994 (2000) i fem volymer.